# دوروثي فريد
دوروثي فريد (بالإنجليزية: Dorothy Whitson Freed)‏ هي مؤرخة موسيقى ‏ وملحنة نيوزيلندية، ولدت في 10 فبراير 1919 في دنيدن في نيوزيلندا، وتوفيت في 1 أبريل 2000 في ويلينغتون في نيوزيلندا.

## وصلات خارجية
- دوروثي فريد على موقع ميوزك برينز (الإنجليزية)